# Evangelía Platanióti
Evangelía Platanióti (en grec moderne : Ευαγγελία Πλατανιώτη), née le 9 août 1994 à Athènes, est une nageuse synchronisée grecque.

## Palmarès

### Championnats du monde
- Championnats du monde 2022 à Budapest :
  -  Médaille de bronze en solo technique
  -  Médaille de bronze en solo libre
- Championnats du monde 2024 à Doha :
  -  Médaille d'or en solo technique
  -  Médaille d'argent en solo libre

### Championnats d'Europe
- Championnats d'Europe 2020 à Budapest :
  -  Médaille d'argent en solo technique
  -  Médaille de bronze en solo libre

### Jeux européens
- Jeux européens de 2023 à Oświęcim :
  -  Médaille de bronze en duo technique (avec Sofia Malkogeorgou).